# 1961-es Formula–1 világbajnokság
Az 1961-es Formula–1-es szezon volt a 12. FIA Formula–1 világbajnoki szezon. 1961. május 14-től október 8-áig tartott. A motorok maximális űrtartalma 1500 köbcenti, de nem lehet kevesebb mint 1300. Megtiltották az orrmotor használatát, az autók legkisebb súlya hűtővízzel és olajjal 450 kg. Csak a kereskedelemben kapható üzemanyag használható. Kötelező a villamos önindító, a kétkörös fékrendszer, a biztonsági öv, a robbanásmentes üzemanyag-tartály, a nyitott vezető ülés és a független felfüggesztésű kerékrögzítés.

## A szezon menete
Az 1961-es bajnokságtól 1,5 literre korlátozták a motorok maximális teljesítményét, a szezon csak május közepén kezdődött el a monacói nagydíjjal. A címvédő Cooper megtartotta két versenyzőjét: Bruce McLarent és Jack Brabhamet, míg a Ferrari Richie Gintherrel, Phil Hill-lel és Wolfgang von Tripsszel nevezett a bajnokságra. Jo Bonnier és Dan Gurney a BRM-től a Porsche csapatához igazolt. Tony Brooks a British Racing Partnershiptől a BRM-hez igazolt, ahol Graham Hill csapattársa lett. John Surtees elhagyta a Team Lotus, hogy Reg Parnell csapatához (Cooper) szerződjön.

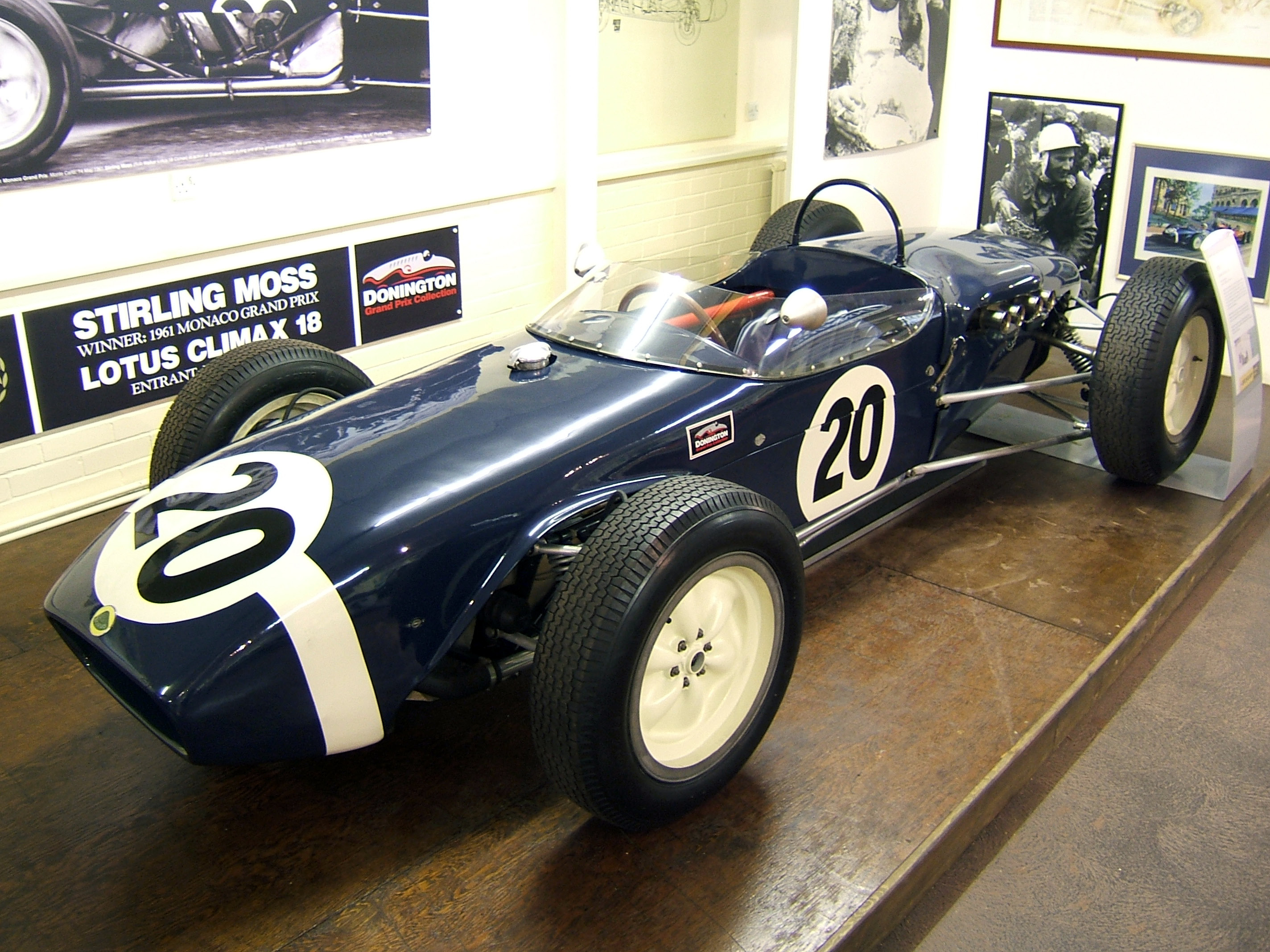
A Lotus 18-as, amellyel Moss megnyerte a monacói nagydíjat

A monacói edzésen Jim Clark összetörte Lotusát, majd Innes Ireland is balesetet szenvedett az Alagútban és eltört a lába, így nem vehetett részt a következő két versenyen. Moss szerezte meg a pole-t a Rob Walker Racing Lotus 18-asával Ginther Ferrarija és Clark Lotusa előtt. A rajtnál Ginther állt az élre Clark és Moss előtt, de Clarknak hamar ki kellett állnia a boxba üzemanyagpumpájának elromlása miatt, így Bonnier vette át a harmadik helyet. A 14. körben Moss és Bonnier megelőzte Ginthert, 10 körrel később pedig Phil Hill is megelőzte csapattársát, majd Bonniert. A táv közepén Ginther visszaküzdötte magát Hill elé a második helyre, majd 3 másodpercre csökkentette hátrányát Mosszal szemben. Moss megtartotta a vezetést és nagyszerű győzelmet aratott a Ferrari hatalmas erőfölényének ellenére. Hill harmadik lett Von Trips előtt.
Mindössze egy héttel ezután következett a holland nagydíj, ahol a Lotus a sérült Irelandet Trevor Taylorral helyettesítette. Az első sort a Ferrari autói: Hill, von Trips és Ginther szerezték meg, míg Moss és Graham Hill a második sorból rajtolt. A rajtnál Von Trips szerezte meg a vezetést G. Hill és P. Hill előtt. Graham Hill hamar visszaesett Phil Hill és Jim Clark mögé, aki a negyedik rajtsorból indulva negyediknek jött fel az első kör végén. Míg Clark P. Hill-lel küzdött a második helyért, G. Hill Mosszal és Gintherrel harcolt. Az utolsó körben Ginther gázadagolója beragadt, így Moss ért célba a negyedik helyen. Von Trips pályafutása első győzelmét szerezte Phil Hill és Clark előtt. Az 1961-s holland nagydíjon 2005-ig egyedülálló módon egyetlen autó sem esett ki a versenyből.

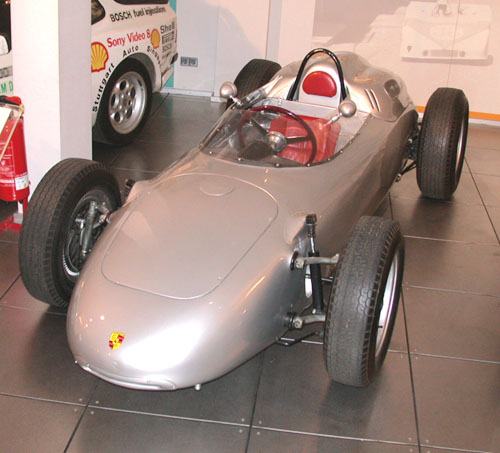
Porsche 718

Ireland a belga nagydíjon visszatért a mezőnybe, a Team Lotus 21-es modelljével. A Ferrari egy negyedik versenyzőt is indított a belga Olivier Gendebiennel, aki egy sárgára festett Ferrarival indult a versenyen. Mivel a BRP-nek csak egy Lotus 18-asa volt, két versenyzője közül az indulhatott a versenyen, aki jobb időt fut az edzésen. Cliff Allison túl gyorsan haladt, ennek eredményeként összetörte az autót és lábsérülést szenvedett, ami Formula–1-es pályafutásának végét jelentette. Phil Hill szerezte meg a pole-t von Trips és a hazai versenyén induló Gendebien előtt, aki gyengébb motort kapott a gyári Ferrariknál. Hill megtartotta a vezetést, de később Gendebien megelőzte, majd von Trips és Ginther is csatlakozott hozzájuk. Gyakran váltották egymást az élen, végül Hill győzött von Trips, Ginther és Gendebien előtt, így az első négy helyen a Ferrari autói értek célba. Surtees ötödik, Gurney hatodik lett.
A francia nagydíjon, Reimsben a Ferrari ismét indított egy negyedik autót, ezúttal az olasz Giancarlo Baghettit, akinek ez volt az első világbajnoki versenye. Az edzésen ismét a Ferrarik szerezték meg az első sort: Phil Hillé lett a pole von Trips és Ginther előtt, míg a második rajtsorból Moss és Clark indult. Hill vezetett a rajt után Ginther és von Trips előtt. Ginther megcsúszása után Moss harmadiknak jött fel egy időre, de az amerikai visszaelőzte, majd fékhiba miatt kiesett. Mögöttük a két Porsche, a két Lotus, McLaren és Baghetti egymás szélárnyékát kihasználva folyamatosan egymást előzgették. Von Trips motorhiba miatt a 18. körben kiesett, majd Hill a 38. körben megcsúszott és ezzel leállította motorját, végül egy kör hátrányban tért vissza a versenybe. Ginther mindössze három kört autózott az élen, amikor motorhiba miatt megállt, így az egymással harcoló Gurney és Baghetti került az élre. Körről körre előzték egymást, Baghetti az utolsó körben kibújt Gurney szélárnyékából és az olasz egy tizedmásodperccel győzött amerikai előtt. Az 1950-es brit nagydíjat (a legelső világbajnoki futamot) és a teljesen más mezőnyt felsorakoztató Indy 500-akat leszámítva ez az volt egyetlen alkalom, amikor debütáló versenyző győzött. Clark harmadik, Ireland negyedik lett.

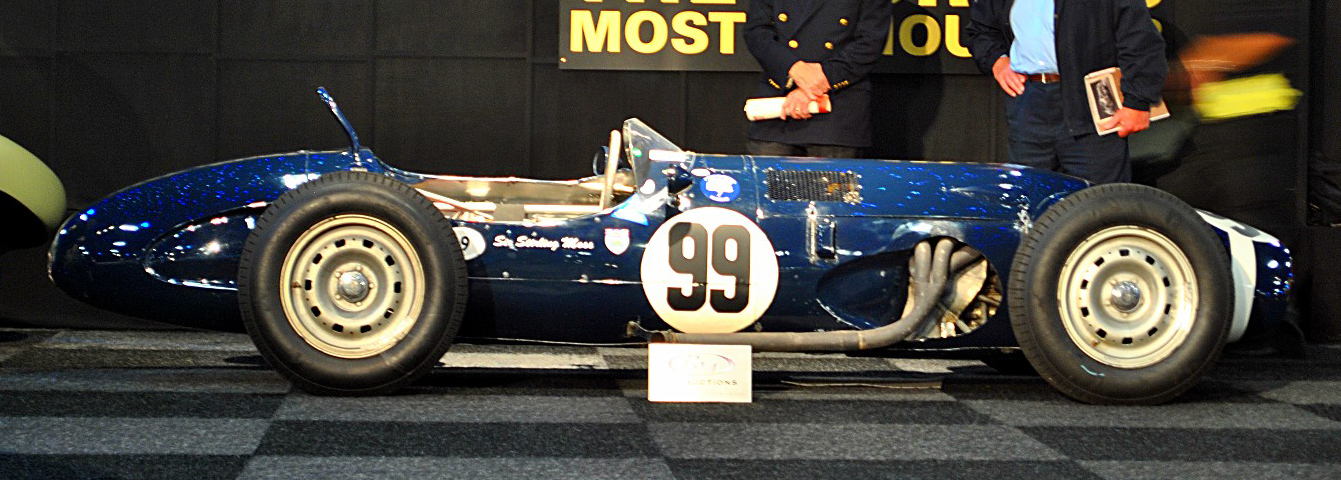
A négykerékmeghajtású Ferguson P99

Az Aintree-ben rendezett brit nagydíjon a Rob Walker Racing indított egy négykerékmeghajtású Fergusont Jack Fairmannel, habár az autót Moss is kipróbálta az edzésen. Ismét a ferraris Hill indult az első helyről, Ginther és Bonnier (Porsche) előtt. Von Trips Moss mellől, a második sorból indult. A verseny heves esővel kezdődött, Hill, Von Trips és Ginther állt az élre Moss és Bonnier előtt. Von Trips hét kör után átvette a vezetést Hill megelőzésével. Moss Ginthert, majd Hillt is megelőzte, ezzel másodiknak jött fel. Az eső elálltával Mosst visszaelőzték, majd fékprobléma miatt kiesett. Ennek köszönhetően mindhárom Ferrari dobogós helyen ért célba, Von Trips győzött Hill és Ginther előtt. Mellettük Brabham és Bonnier szerzett pontot. Baghetti még a verseny elején kiesett. Moss kiesése után átvette Fairman Fergusonját, de autója szerelőinek tolásával indult el, emiatt kizárták.
A német nagydíjon a Climax új V8-as motorja, az FWMV, amivel Brabham a második rajtpozíciót szerezte meg a körrekordot futó (8 perc, 55 másodperc) Graham Hill mögött. Moss volt a harmadik leggyorsabb, melléjük Bonnier indult még az első sorból. A verseny kezdetén a pálya nedves volt, a vezetést a rajtnál megszerző Brabham már az első körben megcsúszott és összetörte autóját. Ezután Moss került az élre, Bonnier és Gurney Porschéje elé. Phil Hill rövid időre átvette a vezetést, de Moss az első végén visszaelőzte, és a verseny végéig az első helyen maradt. Hillre felzárkózott von Trips, majd hosszú időn át küzdöttek egymással a második helyért. A verseny végén elkezdett esni az eső, de ez nem volt hatással Mossra, aki tovább növelve előnyét, győzött von Trips, P. Hill és Clark előtt.

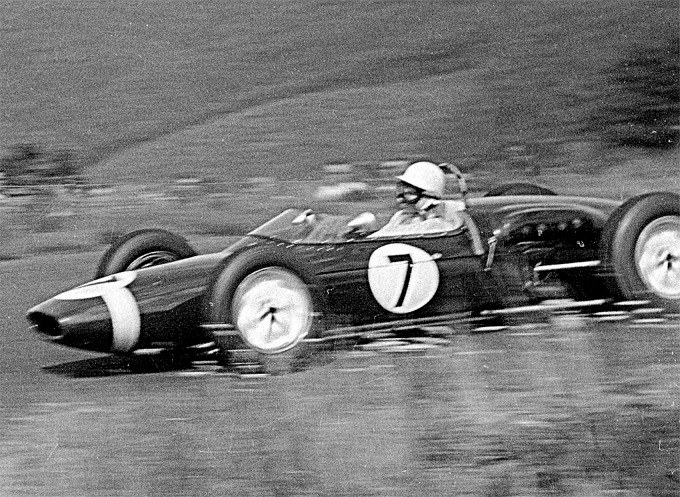
Moss a német nagydíjon

Az olasz nagydíj előtt a Ferrari már bebiztosította a konstruktőri címet, míg az egyéni bajnoki címért Hill és von Trips küzdött (bár Mossnak is volt még matematikai esélye rá, ha megnyeri mindkét futamot). A Ferrari egy új versenyzőt, a mexikói Ricardo Rodríguezt is szerződtette a nagydíjra. A szervezők úgy döntöttek, a hagyományos pályát az előző évhez hasonlóan a gyors döntött résszel kötik össze, a Ferrari ismét dominánsak voltak. Von Trips indult az első helyről Rodríguez (aki a legfiatalabb F1-es nagydíjon részt vevő versenyző lett), Ginther, Phil Hill és Graham Hill (BRM) előtt. A rajtnál P. Hill és Ginther állt az élre, őket Rodríguez, a jól rajtoló Clark és von Trips követte. A Parabolicához érve féktávon a két autó összeütközött. Clark nem szenvedett sérülést, de a Ferrari nézők közé repült. Von Trips kiesett autójából és 14 nézővel együtt meghalt. (Ez volt a sportág eddigi legtöbb életet követelő balesete) A szervezők nem állították meg a futamot, Rodríguez, Baghetti és Ginther mechanikai probléma miatt kiesett, így Phil Hill nyerte a versenyt. Brabham motorhiba miatt esett ki, míg Surtees a von Trips baleseténél lassító Bonnier hátuljának ütközött. Moss eltört kereke miatt adta fel a versenyt, így Gurney lett a második a Porschével Bruce McLaren előtt. Jack Lewis privát Cooperjével negyedik lett. A szörnyű balesettel eldőlt az egyéni bajnoki cím is, amely Phil Hillé lett, de senki sem ünnepelt Monzában azon a vasárnapon.
Mivel a Ferrari már mindkét bajnokságot megnyerte, úgy döntöttek, nem vesznek részt a szezonzáró amerikai nagydíjon, amelyet első alkalommal rendezték a New York állambeli Watkins Glenben. Brabham szerezte meg a pole-t Graham Hill, Moss és McLaren előtt. A rajt után Moss vezetett Brabham előtt, míg Ireland a nyolcadik helyről harmadiknak jött fel. A verseny első felében Moss és Brabham harcolt az elsőségért, de Brabhamnek a 45. körben túlmelegedés miatt ki kellett állnia. Moss vezette a következő 12 kört, de ekkor kiesett mechanikai probléma miatt. Ezzel Ireland került az élre, de üzemanyag-nyomása nem volt megfelelő. Üldözői szintén problémával küzdöttek: Hillnek meg kellett állnia, mivel gyújtómágnese levált, majd Roy Salvadori tűnt lehetséges győztesnek, neki azonban az egyik csapágya ment tönkre. Irelandnek végül sikerült eljutnia a célvonalig és győzött (a gyári Lotus csapat első győzelmét szerezte) Gurney, valamint Brooks előtt.
Phil Hill 34 ponttal lett világbajnok, míg csapattársa, von Trips 33 pontot szerzett monzai halálos balesetéig. Moss 21 ponttal az egyéni bajnokság harmadik helyén végzett. A konstruktőri bajnokságot a Ferrari nyerte 45 ponttal a Lotus (35) és a Porsche (22) előtt.

## Futamok
|     | Verseny                    | Dátum          | Helyszín          | Pályakép | Győztes versenyző  | Konstruktőr  | Összefoglaló |
| --- | -------------------------- | -------------- | ----------------- | -------- | ------------------ | ------------ | ------------ |
| 95  | Formula–1 monacói nagydíj  | Május 14.      | Monaco            |          | Stirling Moss      | Lotus-Climax | Összefoglaló |
| 96  | Formula–1 holland nagydíj  | Május 22.      | Zandvoort         |          | Wolfgang von Trips | Ferrari      | Összefoglaló |
| 97  | Formula–1 belga nagydíj    | Június 18.     | Spa-Francorchamps |          | Phil Hill          | Ferrari      | Összefoglaló |
| 98  | Formula–1 francia nagydíj  | Július 2.      | Reims             |          | Giancarlo Baghetti | Ferrari      | Összefoglaló |
| 99  | Formula–1 brit nagydíj     | Július 15.     | Aintree           |          | Wolfgang von Trips | Ferrari      | Összefoglaló |
| 100 | Formula–1 német nagydíj    | Augusztus 6.   | Nürburgring       |          | Stirling Moss      | Lotus-Climax | Összefoglaló |
| 101 | Formula–1 olasz nagydíj    | Szeptember 10. | Monza             |          | Phil Hill          | Ferrari      | Összefoglaló |
| 102 | Formula–1 amerikai nagydíj | Október 8.     | Watkins Glen      |          | Innes Ireland      | Lotus-Climax | Összefoglaló |

## A bajnokság végeredménye

### Versenyzők
Pontozás:
| Helyezés | 1. | 2. | 3. | 4. | 5. | 6. | 7.-20. |
| -------- | -- | -- | -- | -- | -- | -- | ------ |
| Pont     | 9  | 6  | 4  | 3  | 2  | 1  | 0      |

| Helyezés | Versenyző               | MON | NED | BEL | FRA | GBR | GER | ITA | USA | Pontszám |
| -------- | ----------------------- | --- | --- | --- | --- | --- | --- | --- | --- | -------- |
| 1        | Phil Hill               | 3   | 2   | 1   | 9   | 2   | 3   | 1   |     | 34 (38)  |
| 2        | Wolfgang von Trips      | 4   | 1   | 2   | Ki  | 1   | 2   | Ki  |     | 33       |
| 3        | Stirling Moss           | 1   | 4   | 8   | Ki  | Ki  | 1   | Ki  | Ki  | 21       |
| 4        | Dan Gurney              | 5   | 10  | 6   | 2   | 7   | 7   | 2   | 2   | 21       |
| 5        | Richie Ginther          | 2   | 5   | 3   | 15  | 3   | 8   | Ki  |     | 16       |
| 6        | Innes Ireland           |     |     | Ki  | 4   | 10  | HN  | Ki  | 1   | 12       |
| 7        | Jim Clark               | 10  | 3   | 12  | 3   | Ki  | 4   | Ki  | 7   | 11       |
| 8        | Bruce McLaren           | 6   | 12  | Ki  | 5   | 8   | 6   | 3   | 4   | 11       |
| 9        | Giancarlo Baghetti      |     |     |     | 1   | Ki  |     | Ki  |     | 9        |
| 10       | Tony Brooks             | 13  | 9   | 13  | Ki  | 9   | HN  | 5   | 3   | 6        |
| 11       | Jack Brabham            | Ki  | 6   | Ki  | Ki  | 4   | HN  | Ki  | Ki  | 4        |
| 12       | John Surtees            | 11  | 7   | 5   | Ki  | Ki  | 5   | Ki  | Ki  | 4        |
| 13       | Jackie Lewis            |     |     | 9   | Ki  | Ki  | 9   | 4   |     | 3        |
| 14       | Olivier Gendebien       | NK  |     | 4   |     |     |     |     | 11  | 3        |
| 15       | Joakim Bonnier          | 12  | 11  | 7   | 7   | 5   | HN  | Ki  | 6   | 3        |
| 16       | Graham Hill             | Ki  | 8   | Ki  | 6   | Ki  | HN  | Ki  | 5   | 3        |
| 17       | Roy Salvadori           |     |     |     | 8   | 6   | 10  | 6   | Ki  | 2        |
| 18       | Maurice Trintignant     | 7   |     | Ki  | 13  |     | Ki  | 9   |     | 0        |
| 19       | Carel Godin de Beaufort |     | 14  | 11  | Ki  | 16  | 14  | 7   |     | 0        |
| 20       | Lorenzo Bandini         |     |     | Ki  |     | 12  | HN  | 8   |     | 0        |
| 21       | Cliff Allison           | 8   |     |     |     |     |     |     |     | 0        |
| 22       | Roger Penske            |     |     |     |     |     |     |     | 8   | 0        |
| 23       | Hans Herrmann           | 9   | 15  |     |     |     | 13  |     |     | 0        |
| 24       | Peter Ryan              |     |     |     |     |     |     |     | 9   | 0        |
| 25       | Masten Gregory          | NK  |     | 10  | 12  | 11  |     | Ki  | Ki  | 0        |
| 26       | Henry Taylor            | NK  |     |     | 10  | Ki  |     | 11  |     | 0        |
| 27       | Tim Parnell             |     |     |     |     | Ki  |     | 10  |     | 0        |
| 28       | Hap Sharp               |     |     |     |     |     |     |     | 10  | 0        |
| 29       | Tony Maggs              |     |     |     |     | 13  | 11  |     |     | 0        |
| 30       | Michael May             | Ki  |     |     | 11  |     |     |     |     | 0        |
| 31       | Ian Burgess             |     |     | NK  | 14  | 14  | 12  |     |     | 0        |
| 32       | Renato Pirocchi         |     |     |     |     |     |     | 12  |     | 0        |
| 33       | Trevor Taylor           |     | 13  |     |     |     |     |     |     | 0        |
| 34       | Tony Marsh              |     |     | NK  |     | Ki  | 15  |     |     | 0        |
| 35       | Keith Greene            |     |     |     |     | 15  |     |     |     | 0        |
| 36       | Gerry Ashmore           |     |     |     |     | Ki  | 16  | Ki  |     | 0        |
| 37       | Wolfgang Seidel         |     |     | NK  |     | 17  | HN  | Ki  |     | 0        |
| —        | Bernard Collomb         |     |     |     | Ki  |     | HN  |     |     | 0        |
| —        | Lucien Bianchi          | NK  |     | Ki  | Ki  | Ki  |     |     |     | 0        |
| —        | Willy Mairesse          |     |     | Ki  | Ki  |     | Ki  |     |     | 0        |
| —        | Jack Fairman            |     |     |     |     | Kiz |     | Ki  |     | 0        |
| —        | Giorgio Scarlatti       |     |     |     | Ki  |     |     |     |     | 0        |
| —        | Massimo Natili          |     |     |     |     | Ki  |     |     |     | 0        |
| —        | Gaetano Starrabba       |     |     |     |     |     |     | Ki  |     | 0        |
| —        | Ricardo Rodríguez       |     |     |     |     |     |     | Ki  |     | 0        |
| —        | Nino Vaccarella         |     |     |     |     |     |     | Ki  |     | 0        |
| —        | Roberto Bussinello      |     |     |     |     |     |     | Ki  |     | 0        |
| —        | Brian Naylor            |     |     |     |     |     |     | Ki  |     | 0        |
| —        | Roberto Lippi           |     |     |     |     |     |     | Ki  |     | 0        |
| —        | Jim Hall                |     |     |     |     |     |     |     | Ki  | 0        |
| —        | Lloyd Ruby              |     |     |     |     |     |     |     | Ki  | 0        |
| —        | Walt Hansgen            |     |     |     |     |     |     |     | Ki  | 0        |
| —        | André Pilette           |     |     |     |     |     |     | NK  |     | 0        |
| Helyezés | Versenyző               | MON | NED | BEL | FRA | GBR | GER | ITA | USA | Pontszám |

### Konstruktőrök
| Helyezés | +/- | Gyártó               | Gumi | Start | Győzelmek | Dobogó | Első rh. | Leggy. kör | Pont   |
| -------- | --- | -------------------- | ---- | ----- | --------- | ------ | -------- | ---------- | ------ |
| 1        | +2  | Ferrari              | D    | 7     | 5         | 14     | 6        | 5          | 45(52) |
| 2        | 0   | Lotus-Climax         | D    | 8     | 3         | 5      | 1        | 2          | 35     |
| 3        | +4  | Porsche              | D    | 8     | 0         | 3      | 0        | 0          | 22(23) |
| 4        | -3  | Cooper-Climax        | D    | 8     | 0         | 1      | 1        | 1          | 18     |
| 5        | -1  | BRM-Climax           | D    | 8     | 0         | 1      | 0        | 1          | 7      |
| 6        | +8  | Ferguson-Climax      | D    | 1     | 0         | 0      | 0        | 0          | 0      |
| 7        | +7  | Lotus-Maserati       | D    | 1     | 0         | 0      | 0        | 0          | 0      |
| 8        | +6  | Emeryson-Maserati    | D    | 3     | 0         | 0      | 0        | 0          | 0      |
| 9        | +5  | De Tomaso-Osca       | D    | 2     | 0         | 0      | 0        | 0          | 0      |
| 10       | +4  | De Tomaso-Alfa Romeo | D    | 1     | 0         | 0      | 0        | 0          | 0      |
| 11       | -6  | Cooper-Maserati      | D    | 6     | 0         | 0      | 0        | 0          | 0      |
| 12       | +2  | Gilby-Climax         | D    | 1     | 0         | 0      | 0        | 0          | 0      |
| 13       | -4  | JBW-Climax           | D    | 2     | 0         | 0      | 0        | 0          | 0      |